# Втора битка на пътя Коруня
Втората битка на пътя Коруня е сражение от Гражданската война в Испания от 13 декември 1936 г. до 15 януари 1937 г., северозападно от Мадрид.
През декември 1936 г. националистите започват офанзива, за да пресекат пътя Коруня и да изолират столицата, но републиканската контраофанзива спира техния напредък. Националистите пресичат пътя Коруня, но не успяват да обградят Мадрид.

## Предистория
Битката за Мадрид през ноември 1936 г. е в застой, включително Първата битка на пътя Коруня, като националистите под командването на Франсиско Франко не успяват да превземат града. След това те започват да го обсаждат, с цел да прекъснат връзките му с останалата част на Испания. Франко решава да атакува града от северозапад, за да прекъсне доставките на вода и електричество от Сиера де Гуадарама и да обсади града. След неуспешна офанзива през ноември, националистите събират сили от 17 000 души, водени от генерал Оргас, с четири мобилни бригади, подкрепени от тежка артилерия и Junkers Ju 52/3m бомбардировачи. Републиканската армия е с няколко батальона, водени от Луис Барсело.

## Битката

### Националистическата офанзива
Офанзивата на националистите започва с тежък артилерийски обстрел на 14 декември и войските на Франко окупират град Боадиля дел Монте. Като контрамярка, републиканците изпращат отряд от съветски танкове, водени от генерал Дмитрий Павлов и две интернационални бригади (XII и XIV) в Боадиля и го освобождават. След безизходица Оргас решава да спре офанзивата на 19 декември, след като напредва няколко километра.

### Битката при мъглата
Към края на декември Оргас получава подкрепления и решава да поднови офанзивата на 3 януари. Тази офанзива става известна като Битката при мъглата. Висшето командване на републиканците преразполага своите части в сектора Посуело-Брунете. Републиканците са с армейски корпус, воден от Хосе Миаха с пет дивизии, но с малко боеприпаси или доставки.
Докато националистите напредват на десния фланг, републиканските войски се сриват и Барон напредва от Боадиля и достига Лас Росас на 4 януари. В Посуело републиканската дивизия на Хуан Модесто, състояща се от четири смесени бригади, водени от Ел Кампесино, Луис Барсело, Густаво Дуран и Сиприано Мера, успява да удържи фронта. Освен това гъстата мъгла забавя напредъка на националистите. На 5 януари националистическите сили на Хосе Енрике Варела концентрират осемте си батареи от 105 и 155 мм артилерия, танкове и самолети в Посуело. Републиканските войски се сриват и бягат, въпреки че техните шест съветски танка Т-26 са унищожили 25 германски леки танка. С републиканските войски, разпръснати без контакт и без муниции, Миаха се опитва да прегрупира бригадата на Енрике Листер и XIV Интернационална бригада възможно най-добре.
Националистическите колони достигат до пътя Коруня при Лас Росас и обкръжават Посуело. На републиканските войски под германския батальон „Телман“ от XIV Интернационална бригада е наредено да задържат Лас Росас и да не отстъпват. На 7 януари градът е силно обстрелван от националистическите войски и впоследствие батальонът „Телман“ претърпява големи загуби, като само 35 души оцеляват. Историкът Хю Томас също твърди, че много от ранените са убити от националистическите редовни части.

### Републиканска контраатака
До 9 януари националистите са завладели седем километра от пътя Коруня от Пуерта де Йеро до Лас Росас. На 10 януари републиканците започват контранастъпление в гъста мъгла и студ и XII Интернационална бригада достига отвоюваната територия на запад от Мадрид, включително градовете Махадахонда, Вилянуева, Посуело и Боадиля. Въпреки това, до 15 януари и двете страни са изтощени и битката е прекратена.

## Последица
Националистите отрязват пътя Коруня, но не успяват да обсадят Мадрид от западния фланг. И двете страни претърпяват около 15 000 убити или ранени. След Третата битка на пътя Коруня през януари 1937 г. с подобни резултати, следващият опит на националистите да обкръжат Мадрид е битката при Харама, която е между 6 и 27 февруари.